# حمة نشوان (العرش)

تعديل مصدري - تعديل

حارة حمة نشوان هي إحدى حارات مدينة المصلى أحد مدن محافظة البيضاء، بلغ تعداد سكانها 466 نسمة حسب تعداد اليمن لعام 2004.